# Impatiens vebrowniae
Impatiens vebrowniae är en balsaminväxtart som beskrevs av Fischer, Wohlh. och Raheliv. Impatiens vebrowniae ingår i släktet balsaminer, och familjen balsaminväxter. Inga underarter finns listade i Catalogue of Life.